# فيفي
فيفي هي قرية أمازيغية جبلية مغربية شمال المملكة. تنتمي فيفي لإقليم شفشاون. تضم هذه الجماعة القروية 7.720 نسمة (إحصاء 2004).